# Anurag Thakur
Anurag Singh Thakur (Hamirpur, Himachal Pradesh, India, 24 de octubre de 1974) es un miembro de la Cámara Baja del Parlamento en India por Hamirpur en Himachal Pradesh, y también ejerce como ministro de Estado de Finanza y Asuntos Corporativos.  Es el hijo  de Prem Kumar Dhumal, el ex primer ministro de Himachal Pradesh.  Fue primero elegido para el Lok Sabha en mayo de 2008 como candidato del Partido Bharatiya Janata.  Es diputado por cuarta vez,  siendo un miembro del 14.º, 15.º, 16.º, y 17.º Lok Sabha.
Fue el presidente  del Consejo Directivo para el Críquet en India (BCCI) desde mayo de 2016 a febrero de 2017.  Dimitió de su posición de presidente del BCCI después que el Tribunal Supremo le ordenó abandonar y desistir de su trabajo dentro del BCCI. El 29 de julio de 2016, Thakur llegó a ser el primer Miembro del Parlamento BJP en convertirse en un agente del Ejército Territorial.

## Infancia, adolescencia y educación
Thakur nació el 24 de octubre de 1974 en Hamirpur.  Es el hijo mayor de Prem Kumar Dhumal y Sheela Devi.  Estudió en la Escuela Modelo Dayanand, Jalandhar y completó su BA de la Universidad de Doaba, Jalandhar.[cita requerida] 

## Carrera política
En mayo de 2008, Thakur sucedió a su padre cuando  fuera elegido Parlamentario del  14.º Lok Sabha de la India por el distrito Hamirpur.  Fue reelecto al 15.º Lok Sabha en 2009, 16.º Loksabha en 2014, y 17.º Loksabha en 2019. Posteriormente, Thakur fue nombrado el presidente del Bharatiya Janata Yuva Morcha Total India.
En mayo de 2019, Thakur fue nombrado ministro de Estado de Finanza y Asuntos Corporativos.

## Carrera en críquet
Anurag Thakur jugó un partido Ranji Trophy contra Jammu & Kashmir en noviembre de 2000 cuando fue el presidente  de HPCA y se nombró como el presidente de seleccionadores del equipo de críquet HPCA Ranji Trophy.  Ha colaborado en la creación del Estadio Internacional de Críquet en Dharamshala, Himachal Pradesh.  Thakur ha jugado un partido en críquet de primera clase representando a Himachal Pradesh y dirigiendo el equipo como capitán en un partido contra Jammu y Kashmir en el torneo 2000/2001. Jammu Y Kashmir ganó por 4 wickets.

## Administrador de críquet
Thakur fue presidente  del Consejo Directivo para el Críquet en India (BCCI) hasta que la Corte Suprema de la India lo destituyó el 2 de febrero de 2017. A comienzos de su mandato administrativo, Thakur se hizo famoso por ser el primer jugador de críquet en realizar su debut en primera clase luego de asumir como presidente de la asociación de críquet estatal en julio de 2000. Este debut fue su primer y único partido de críquet en primera clase. Esta experiencia en críquet de primera clase habilitó su admisión en el comité de la selección juvenil nacional BCCI, cumpliendo la condición de que sólo jugadores de primera clase podrían ser seleccionadores nacionales.
Thakur ha ascendido a secretario para BCCI. El 22 de mayo de 2016, se convirtió en presidente de BCCI, y en enero de 2017, fue destituido por la Corte Suprema. La Corte Suprema inició juicios por perjurio y desacato contra Thakur que luego fueron descartados cuando él presentó un pedido de disculpas.
Thakur es también el fundador de la fundación  Honrar a Nuestras Mujeres (HOW), una iniciativa que busca crear una conciencia social acerca de temas de la mujer, seguridad y empoderamiento a través de seminarios, obras de teatro callejeras e involucramiento de varios sectores interesados de la sociedad civil, celebridades, periodistas y parlamentarios. [cita requerida]

## Ejército territorial
En julio de 2016, Anurag Thakur llegó a formar parte del ejército territorial, convirtiéndose en el primer Miembro del Parlamento BJP en ejercicio en ser un agente del Ejército Territorial.

## Vida personal
Thakur se casó con Shefali Thakur, hija de Gulab Singh Thakur, ministra anterior del Departamento de Trabajos Públicos en el gobierno de Himachal Pradesh, el 27 de noviembre de 2002.